# Fanfare (orkest)

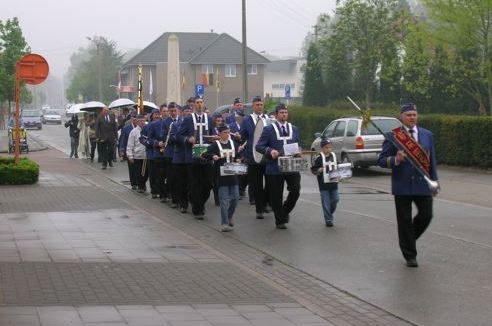
Fanfare "De Eendracht" in Oostkamp bij een stapmars, voorafgegaan door een tambour-maître

Een fanfare (uit het Arabisch: 'fanfar') is een muziekensemble dat bestaat uit koperblazers en slagwerk, aangevuld met saxofoons. Fanfares zijn vooral typisch voor Nederland en België. Maar fanfarekorpsen vindt men ook in Frankrijk, Spanje, Portugal ("fanfarra's"), Zwitserland en zelfs de Zwitserse Garde in Vaticaanstad heeft een Corpo di fanfarria.

## Karakterisering
Van oudsher is de fanfare bekend als het orkest dat al musicerend op de maat van de muziek door de straten van een plaats trekt bij feestelijke gebeurtenissen. Tegenwoordig zijn de meeste fanfareorkesten echter ontwikkeld tot volwaardige concertorkesten. Soms wordt de fanfare in één adem genoemd met een harmonie. Laatstgenoemd muziekensemble is echter uitgebreider qua bezetting, met name door toevoeging van houtblazers. Een brassband is dan weer een orkest met alleen koperen blaasinstrumenten. In de muziekopleidingen worden de drie soms samengebracht als HaFaBra's.

Nederland telt meer dan 2000 fanfare- en harmonieorkesten.

Bert Haanstra maakte in 1958 een film over de fanfarewereld, zie Fanfare.

## Samenstelling
Kenmerkend voor een fanfarekorps is dat er veel bugels in zitten. Een bugel is een bij het grote publiek vrij onbekend muziekinstrument met een relatief zachte, warme klank. De bugel lijkt op het eerste gezicht op een trompet, maar de trompet heeft een schellere, hardere klank. De bugel is ontworpen door Adolphe Sax, ook de uitvinder van de saxofoon.

### Bezetting
- Bugels (solo, 1,2,3)
- Trompetten / Kornetten (1,2,3 of 1,2/1,2)
- Hoorns (1,2,3 of 1-3,2-4) (althoorn, mellofoon (niet vaak meer gebruikt), of F-hoorn)
- Trombones (1,2,3 bastrombone) (trombones of ventieltrombones, eventueel bastrombone voor partij 3)
- Baritons
- Eufonia
- (Bas) tuba's (Eb, Bb)
- soms ook: klarinetten (Bes)[1][2][3][4][5][6]
- Sopraansaxofoon (1,2)
- Altsaxofoon (1,2)
- Tenorsaxofoon (1,2)
- Baritonsaxofoon
- Slagwerk (percussie)
- Es-bugel: Dit is de hoogste sopraan-saxhoorn.

De persoon die voor de fanfare uit loopt, is de tambour-maître.

## Repertoire
Vanuit de oorsprong van het fanfarekorps heeft de fanfare zich in de laatste 40 jaar ontwikkeld tot een orkesttype met vele mogelijkheden waarvoor inmiddels veel originele muziek geschreven wordt. Tijdens het vierjaarlijkse Wereld Muziek Concours in Kerkrade worden de nieuwste ontwikkelingen op compositiegebied ten gehore gebracht.

### Originele werken
Deze werken hebben er mede voor gezorgd dat het fanfareorkest als serieuze orkestvorm werd beschouwd:

#### Bepalende werken
- Bert Appermont: Fantaisie per la vita e la morta
- Henk Badings: Lieshout en zijn molens (1976), Ariosi e Fugati (1979), Golden Age (1979), Images (1983), Sagas (1984), Ciacona Seria (1985)
- Peter Benoit: Ouverture Fantastique
- Bernard van Beurden: Estampie (1978, rev.1992), Grenzeloos (1991), Poème de l'automne (1995), A vous bel ami (2000)
- Petrus Bernardus Bisselink: Een mooie Herfstdag (1949)
- Gerard Boedijn: Landelijke suite - Pastoral Suite, op. 123 (1951), Vijf epigrammen - naar de schoolmeester, op. 126 (1952), Comedy Capers - komieke bokkesprongen, op. 181 (1964), Lyrische ouverture, op. 185 (1965)
- Meindert Boekel: Lamento Pacis (1980)
- Jo van den Booren: Musica con fuoco (1984), Deux pièces caractéristiques (1992)
- Jan Bosveld: Vuurgeesten (1997), De Zwaanriddersage (2000), De IJswoestijn (2006)
- Simon Burgers: Torenval (1990)
- Alexander Comitas: Brass (2006-2007), Ayahuasca (2009)
- Marc van Delft: Eerste suite - suite pathétique (1986), Symphonia (1991), De Wychartsage - symphonisch gedicht over het ontstaan van Gelderland (1992), Slavische suite (1992), Dubbelconcert (1992/1993), Bugelconcert (1992/1993), Ruimtemuziek 1 (1993), Ruimtemuziek 2 (1993), Symphonietta (1994) A Choral For A Solemn Occasion (1995)
- Marcel De boeck: Crassus en Spartacus (1960), Symfonietta (1961), Fandango (1963), Mallorca (1964), Vagantes (1964), Achter de dijken (1966), Fancy Fair (1967), Tower of London (1970), Introduction en Scherzo (1971), Rapsodische Variaties (1976), Ter Dilft (1980), Regio-Suite (1982), Tara (1983), Prélude tot Eleonores Oeuvre (1988)
- Roger Deronge: A Ticket to two Thousand
- Loek Dikker: Wind and Water in Triple Movement
- Johan Evenepoel: Exasperation, Contest Suite, Tromboneconcerto
- Aldo Rafael Forte: PIZAZZ (1999)
- Paul Gilson: Le Rétour au Pays (1885), Variations symphonique
- Rob Goorhuis: Variations on a Pentatonic Theme (1987), Sinfonietta (1988), Poème Symphonique "Les trois Histoires de Jean de Bruges" (1989), Passion et tendresse (1990), Innocent Condemned (1993), La Forza Della Loro Vita (1997), Le Champion de Tir (1997), Quatre chansons (1998), Fright’ning White (1999), Sonata da Chiesa (2008)
- Jacob de Haan: Suite Symétrique (1986)
- Jan Hadermann: Clouds on the heath (2000)
- Maurice Hamers: New Life, Apparition, Babylon, The Sky is the Limit
- Harrie Janssen: Concert voor fanfareorkest (2003)
- Peter Kleine Schaars: Funky Fugue Meets Waddle Waltz (1993)
- Jean Lambreghts: Symfonie nr. 3 "De Bokkerijders", Concerto voor orgel en fanfareorkest
- Daan Manneke: Hommage (1988)
- Hans de Jong: Omaggio a Kristina D.
- Henk van Lijnschooten: De Geuzen in de Bomlerwaard (1965), Vaderlandse rapsodie (1966), Hanselijn (1966), Jeu de Cuivre (1968), Kleine Speelmuziek (1968), Rhapsody from the Low Countries (1968), Drie Oud-Hollandse taferelen (1969), New Baroque Suite (1970), Le Premier Jeu (1971), Choral and Rock-Out (1973), Rhapsodie Française (1975), Three Caprices for Band (1977), Stromingen (1977), Suite on a Hymn (1978), Three Folk Sketches (1978), Four Characters (1987), Ouverture sportive (1987), Ouverture 2000 (1989)
- Hardy Mertens: Nulli Cedo (1984), Nirvana's Touch (1986), Walhalla (1987), Aragorn (1987), The Ainur (1987), Ritual (1989), Mea Culpa (1991), Dances to the rhythm of spring (2002)
- Jef Penders: Fanfaresque (1985), Transformations During a man’s Life
- Marcel Poot: Vlaamse Rapsodie - Rhapsodie flamande (1922), Dionysos (bacchanaal) (1923), Laetare (1924), Mouvement symphonique (Symfonische beweging) (1938), Ouverture rhapsodique (1952), Ouverture de concours (1959), Divertimento (1965), Fantasietta (1968), Burlesca (1969), Humoresque, Choreografische Fantasie - Fantaisie choreografique (1971), Concertante Beweging (1975)
- Marco Pütz: Initiales (2000), Derivations (2003), Omaggio (2007), Four Sketches for Band (2007), Four Earth Songs (2008)
- Jan Van der Roost: Avalon (1991), Sint Martin's Suite
- Kees Schoonenbeek: Twilight Serenade (1988), Concerto voor piano en fanfareorkest
- Jan Segers: Suite (1974), Canadian Impressions (1977)
- Philip Sparke: The sunken village (1989)
- Louis Toebosch: Triptiek (1980), 16 - '85 (1985)
- Joop Van Dijk: The Saba Adventure, Noormannen aan de Vecht
- Kees Vlak: Western Rapsody (1968), Paso Flamenco (1968/1969), Antilliaanse Suite (1970), Music for a Movie Picture (1972), El Paso moro Gitano (1974), Fryske Fantasie (1975), Limburg fantasie (1979), El Paso Montanesa (1979), Profiles Symphonique - des trois komponistes celèbres, sur le thème de "Trois jolis tambours" (1979), Brabant Fantasy (1980), Impressions Rhapsodiques - (De Markerwaard - IJsselmeer Impressies) (1981), Slovakian dances (1981), A New Dress for the Emperor - De nieuwe kleren van de keizer (1984), Amsterdam Pictures (1986), Rainbow Warrior (1998)
- Leon Vliex: L'histoire d'Ell (1997), The Eagles of Snowdon (1999), Tintagel Castle
- André Waignein: Ballad for Band (1968), Country Suite (1974), Coast Impressions (1975), Three Pieces (1979), A Children's Suite (1980), Alternances (1982), Diversions (1987), Fields of Armor, Enigma
- Carl Wittrock: Fjoer en Fidúsje (2007)

## Andere betekenissen

### Muziekstukken en passages daarin
Het begrip fanfare wordt ook gebruikt om een muziekvorm of -werk aan te duiden. Meestal betreft het dan een feestelijk op een drieklank gebaseerd stuk muziek dat door trompetten en/of hoorns wordt uitgevoerd, al dan niet begeleid door pauken. De fanfare komt in deze vorm voor in militaire orkeststukken en in orkestsuites. Voorbeelden van de fanfare als vorm komen ook voor in opera's van Claudio Monteverdi en Ludwig van Beethoven (Fidelio). Ook diverse symfonieën bevatten fanfaregedeelten, zoals Gustav Mahlers 1e en 3e symfonie. Ook komen in renaissancemuziek al vokale fanfares voor (zopals in Clément Jannequins La guerre).

### Duitse fanfarekorpsen
In Duitsland bekende fanfarekorpsen horen niet in de categorie fanfareorkesten, maar zijn veeleer te karakteriseren als trompetterkorps of tamboerkorps. Deze gezelschapen, bijvoorbeeld Die Eschweiler Fanfarentrompeter, hebben een heel andere bezetting dan de fanfareorkesten die hier besproken worden. Ze bestaan er uit ventielloze trompetten, meestal in (lage) Es gestemd, die soms ook door trompetten (in Bes gestemd) met ventielen vervangen worden. Andere blaasinstrumenten behoren niet in dit fanfarekorps, dat aangevuld wordt met verschillende trommen. Ten eerste zogenoemde Landsknechtstrommen, een tenortrom. Ten tweede kleine trommen en de grote trom. Bij een plaatsconcert werd het slagwerk aangevuld met een drumset.

### Muziekinstrument
Verder wordt het begrip fanfare ook gebruikt als aanduiding van een lange rechte ventielloze trompet, die voorkomt in zowel militaire als volksmuziekwerken. De aïdatrompet is een voorbeeld van zo'n fanfaretrompet.